# Auguste François-Marie de Colbert-Chabanais
Pour les articles homonymes, voir Colbert.
Pour les autres membres de la famille, voir Famille Colbert.
Auguste François-Marie de Colbert-Chabanais, né le 18 novembre 1777 à Paris et mort le 3 janvier 1809 à Pieros (Province de León, Espagne), est un général de brigade français du Premier Empire. Ses frères aînés Pierre et Louis sont également généraux dans la cavalerie de Napoléon Ier.

## Biographie
Auguste François-Marie de Colbert-Chabanais s'engage comme volontaire national au 8e bataillon de Paris en 1793. Passé au 7e régiment de chasseurs à cheval en décembre 1793, il est promu sous-lieutenant le 23 septembre 1795, puis devient l'aide de camp de Grouchy le 2 janvier 1796, puis, comme capitaine, de Murat le 19 octobre 1797, et sert avec eux en Italie et en Égypte. Il prend part successivement à la bataille de Saléhieh à la suite de laquelle il est promu chef d'escadron et au Siège de Saint-Jean-d'Acre (1799), où il reçoit une blessure très grave.

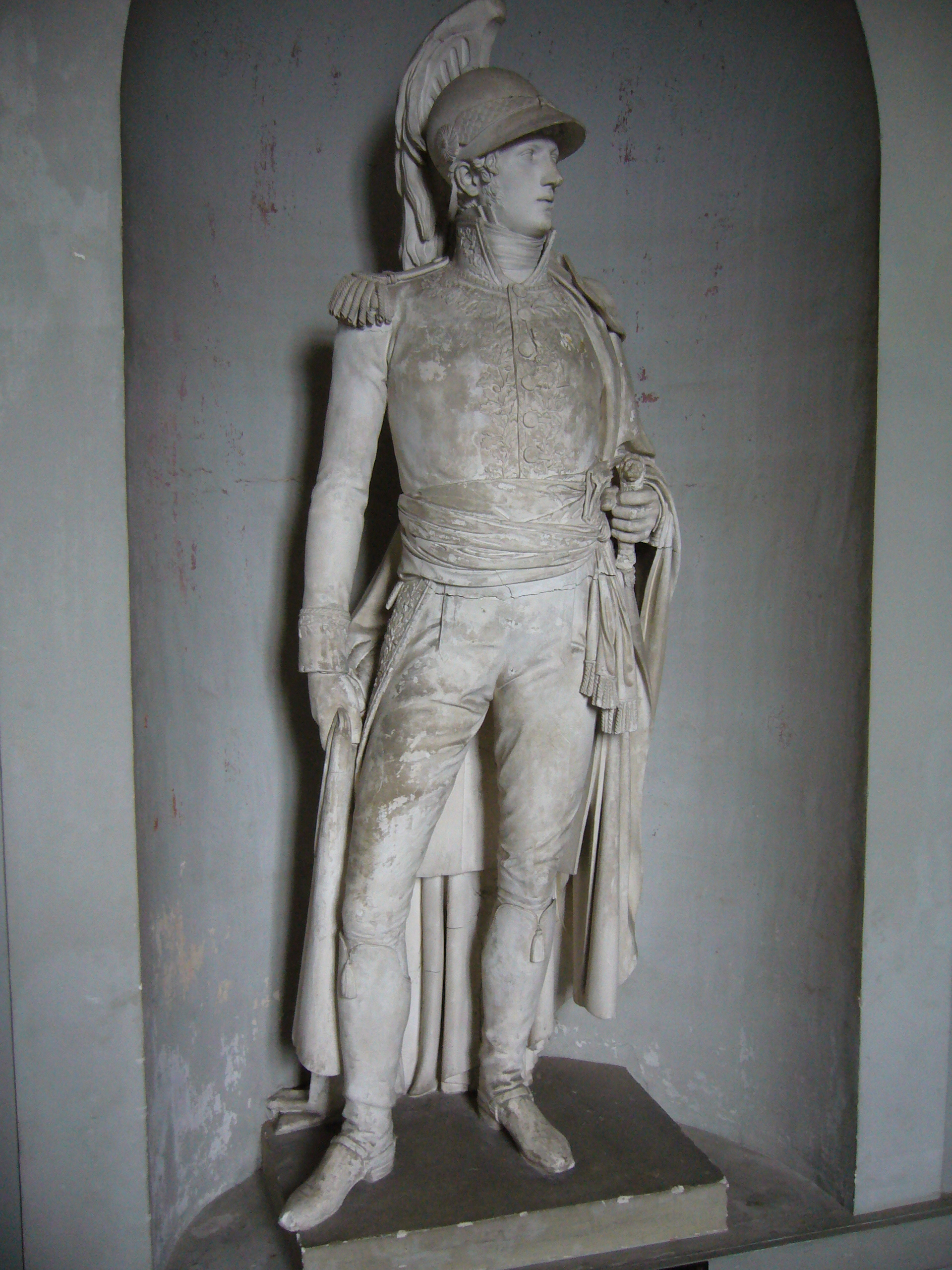
Epreuve en plâtre de la statue qui devait être érigée sur le pont de la Concorde.

De retour en France avec Desaix, Colbert passe en Italie et se conduit avec distinction à Marengo, ce qui lui vaut une promotion au grade d'adjudant-général. Ses faits d'armes lui valent la croix de membre de la Légion d'honneur qui lui est accordée le 19 frimaire an XII, et le 3 nivôse suivant il est nommé au grade de chef de brigade du 10e régiment de chasseurs. C'est en tant que colonel de ce régiment en garnison à Paris qu'il est appelé en 1804, à participer à la commission militaire qui va condamner à l'unanimité le duc d'Enghien à mort mais, prévenu à temps de sa convocation par Murat, il fuit Paris avant qu'elle ne lui soit remise.
Il se distingue l'année suivante à Elchingen, à Ulm et à la bataille d'Austerlitz. Élevé au grade de général de brigade à la fin 1805, l'Empereur le charge presque aussitôt d'une mission importante à Saint-Pétersbourg où il est accompagné de son grand ami Claude Testot-Ferry, futur colonel de la cavalerie de la Garde impériale (ils se retrouveront en Espagne).
En 1806, le général Colbert justifie la confiance que Napoléon Ier a en lui. La bataille d'Iéna lui fournit l'occasion de déployer tout son courage et toute son habileté ; il donne dans cette journée des preuves de valeur, et nous lisons dans le 8e bulletin de la Grande Armée que, à la tête du 3e hussards et du 2e chasseurs, il fait sur l'infanterie ennemie plusieurs charges qui ont le plus grand succès.
Il épouse la fille du sénateur de Canclaux dont il a deux fils nés en 1805 et 1808. Le couple vit au château du Saussay (Ballancourt-sur-Essonne), propriété de M. Canclaux.

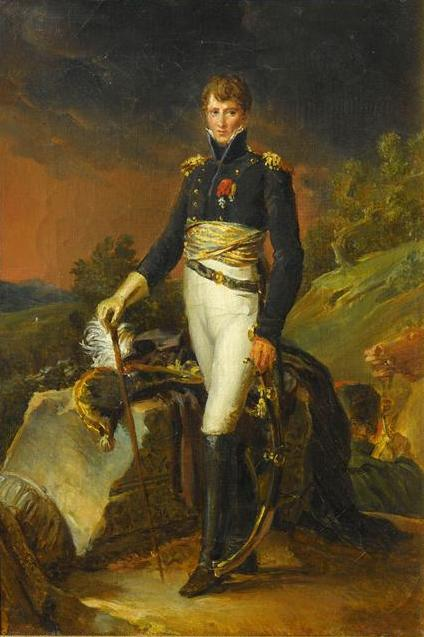
Auguste François-Marie, baron de Colbert-Chabanais (1777-1809), général,,, François Pascal Simon, baron Gérard (1770-1837), 1809, Château de Versailles.

Envoyé en 1808 en Espagne, le général Colbert est sous les ordres de Bessières à Médina del Rio Seco le 14 juillet 1808 et à Tuleda le 23 novembre sous Lannes. En 1809, il commande la cavalerie d'avant-garde du corps du duc d'Istrie. Sur la route d'Astorga, non loin de Villafranca del Bierzo, il fait 2 000 prisonniers, s'empare de quelques convois de fusils et délivre des hommes tombés au pouvoir des Anglais. Ce succès est le dernier qu'il obtient. Dans la même journée le 31 décembre 1809, au combat de Cacabelos, comme il fait une reconnaissance avec quelques tirailleurs d'infanterie, il est tué d'une balle en plein front par un tireur britannique qu'on croit être l'Irlandais Thomas Plunkett, soldat au 95th Rifles Regiment.

## État de services

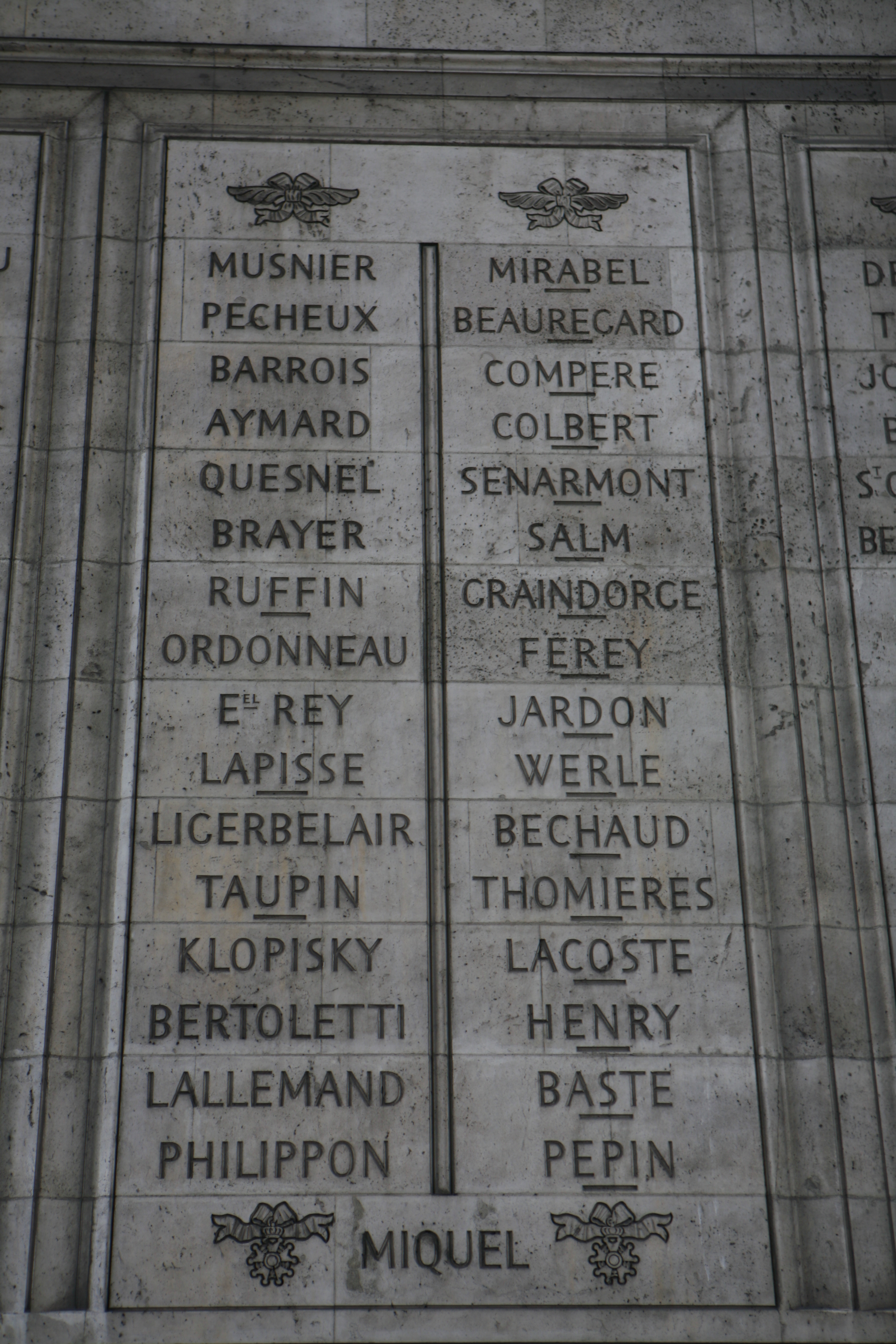
Le nom de COLBERT est gravé sous l'arc de triomphe de l'Étoile (pilier Ouest,).

- Volontaire dans la Garde nationale de Tarbes en 1792 ;
- Soldat en 1793 ;
- Chasseur le 20 janvier 1794 ;
- Lieutenant le 3 octobre 1795 ;
- Capitaine le 19 octobre 1797 ;
- Chef d'escadron à titre provisoire le 16 août 1798 ;
- Chef d'escadron le 17 mars 1799 ;
- Chef de brigade le 18 juillet 1800 ;
- Général de brigade le 24 décembre 1805 ;
- Commandant de la 2e brigade de la division de cavalerie Tilly du 1er corps de cavalerie de la Grande Armée du 11 juillet 1806 au 22 juillet 1806 ;
- Commandant de la brigade de cavalerie légère du 6e corps de la Grande Armée du 22 juillet 1806 à 1808 ;
- Affecté à l'armée d'Espagne de 1808 au 9 novembre 1808 ;
- Commandant de la brigade de cavalerie légère du 6e corps de l'armée d'Espagne du 9 novembre 1808 au 3 janvier 1809.

## Titres
- Baron Colbert et de l'Empire (titre accordé par décret du 19 mars 1808 et lettres patentes du 2 juillet 1808, signées à Bayonne) ;

## Distinctions
- Chevalier de la Légion d'honneur[6] le 19 frimaire an XII (11 décembre 1803) ;
- Chevalier de l'ordre de la Couronne de fer (après 1805).

## Hommages

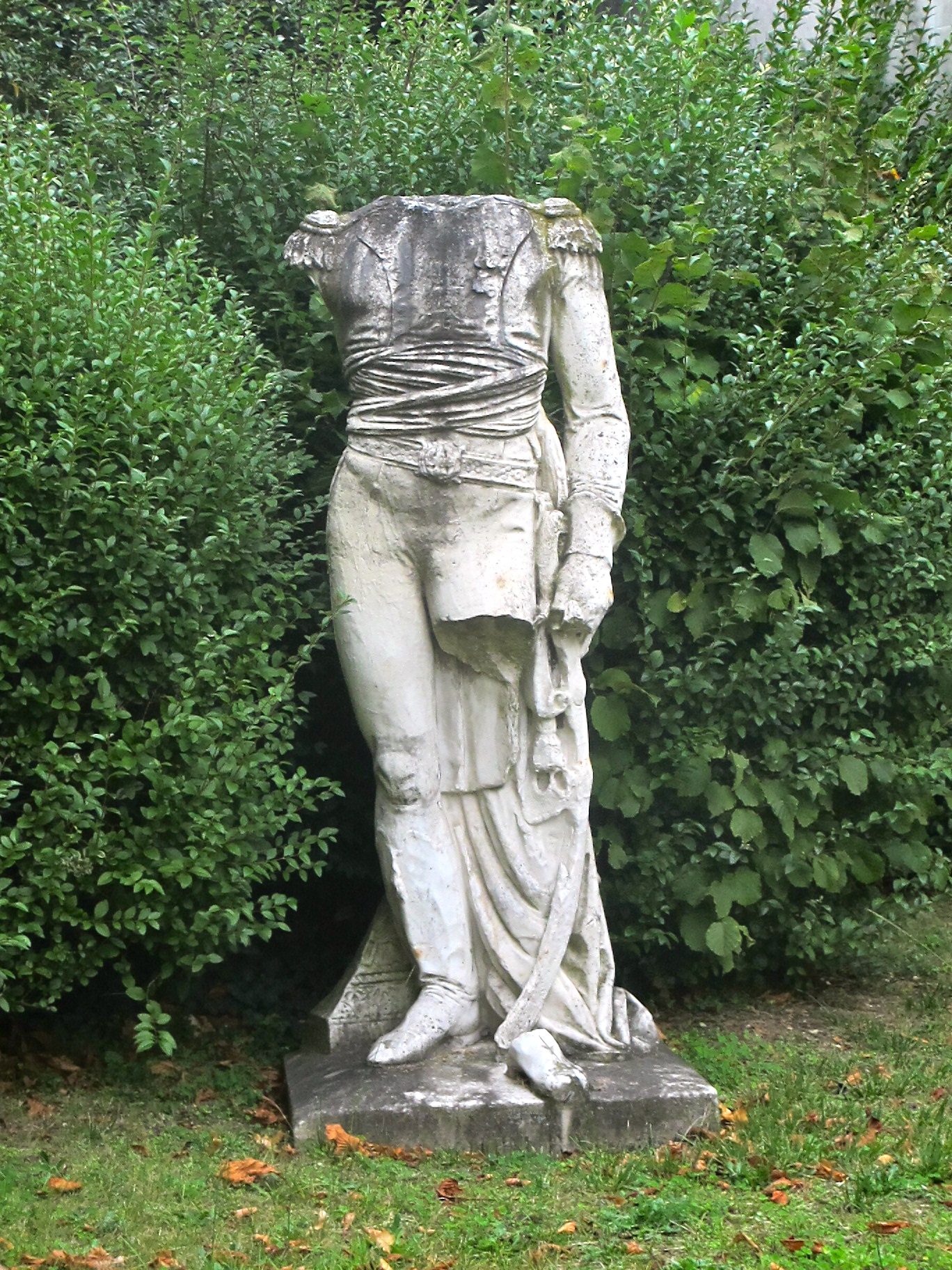
Statue décapitée du général Colbert-Chabanais dans le parc du Lycée militaire de Saint-Cyr.

- Son nom est gravé sous l'arc de triomphe de l'Étoile (pilier Ouest, 38e colonne) : le général Colbert étant mort au combat, son nom est souligné. Le nom de Colbert est donc gravé deux fois, puisque Pierre, son frère aîné, est commémoré sur la 40e colonne.
- Par décret du 1er janvier 1810, Napoléon décide que la statue de Colbert, mort au champ d'honneur serait placée sur le pont de la Concorde. Ce projet ne fut point exécuté.
- Sa statue, dans le parc du Lycée militaire de Saint-Cyr (située auparavant dans le « petit bois » et aujourd'hui près de la chapelle), est célèbre dans le lycée pour être dépourvue de tête. Mesurant 2,20 mètres, élément romantique des jardins, elle a inspiré à un professeur et militaire du lycée un poème qui est paru dans le journal du lycée[7].
- Son buste « en Hermès » fut commandé pour le château de Fontainebleau en 1809. Réalisé en marbre par Jean-Martin Renaud (Sarreguemines, 1746 - Paris, 1821), l'œuvre fut finalement placée dans la salle des Maréchaux du palais des Tuileries en 1810 et payée en 1810 et 1811. Le buste est mutilé lors de l'incendie du palais des Tuileries en 1871 et entre au musée du Louvre peu après[8]. Un moulage en plâtre est réalisé, en 1835 par Jacquet, sur commande de Louis-Philippe Ier pour les « Galeries historiques », et se trouve toujours au Musée de l'Histoire de France (Versailles)[9].

## Armoiries
| Figure | Blasonnement |
|        | Armes du baron de Colbert et de l'Empire D'or; à la couleuvre d'azur, franc-quartier des barons militaires., - Livrées : livrées : rouge, pourpre, blanc et noir. |

## Vie familiale
Auguste-François de Colbert était le cinquième fils de Louis Henri François (° 27 février 1737 - Paris † 8 février 1792 - Paris), comte de Colbert-Chabanais, lieutenant général des armées du roi, chevalier de Saint-Louis, et de Jeanne David (vers 1756-1812), fille de Pierre Félix Barthélemy David (1710-1795), seigneur du Grez, gouverneur du Sénégal (1738-1746), gouverneur général des Mascareignes (1747-1750).
- Il épousa, le 30 décembre 1803 Marie Geneviève Joséphine (28 mai 1785 - Paris † 7 octobre 1849 - Gambais), fille du général Jean Baptiste Camille, comte de Canclaux (1740-1817), sénateur du Premier Empire, dont il eut :
  - Napoléon-Joseph (1805-1883), marquis de Colbert-Chabanais, député du Calvados au Corps législatif (Second Empire), marié, le 25 juillet 1832 à Paris IIe (ancien), avec Angélique Charlotte Joséphine (1813-1889), fille Adolphe François René, 3e marquis de Portes (1790-1852), et de Sophie Suzanne de Laplace (1792-1813), dont :
    - Postérité ;

  - Joachim Charles Auguste (° 20 novembre 1808 † 8 août 1812).

Sa veuve se remariera, le 20 octobre 1814, avec Pierre Arnauld de La Briffe, dont elle eut un fils.